# Hauke Wahl
Hauke Wahl (Amburgo, 15 aprile 1994) è un calciatore tedesco, difensore del St. Pauli.

## Caratteristiche tecniche
È un difensore centrale.

## Carriera
Cresciuto nel settore giovanile dell'Holstein Kiel, ha esordito in prima squadra il 20 luglio 2013 disputando l'incontro di 3. Liga pareggiato 0-0 contro l'Hansa Rostock.
Nell'agosto del 2015 è stato acquistato dal Paderborn, appena retrocesso dalla Bundesliga, dove ha disputato 29 incontri nella stagione 2015-2016. Nel giugno seguente è passato all'Ingolstadt 04 dove ha faticato a trovare spazio, venendo girato in prestito semestrale all'Heidenheim a gennaio 2017. Rientrato alla base, si è imposto come titolare per la stagione successiva prima di fare ritorno all'Holstein Kiel nel luglio 2018.

### Presenze e reti nei club
Statistiche aggiornate al 21 dicembre 2024.
| Stagione             | Squadra              | Campionato           | Campionato | Campionato | Coppe nazionali | Coppe nazionali | Coppe nazionali | Coppe continentali | Coppe continentali | Coppe continentali | Altre coppe | Altre coppe | Altre coppe | Totale | Totale |
| Stagione             | Squadra              | Comp                 | Pres       | Reti       | Comp            | Pres            | Reti            | Comp               | Pres               | Reti               | Comp        | Pres        | Reti        | Pres   | Reti   |
| -------------------- | -------------------- | -------------------- | ---------- | ---------- | --------------- | --------------- | --------------- | ------------------ | ------------------ | ------------------ | ----------- | ----------- | ----------- | ------ | ------ |
| 2014-2015            | Holstein Kiel II     | OL                   | 1          | 0          | -               | -               | -               |                    | -                  | -                  |             | -           | -           | 1      | 0      |
| 2013-2014            | Holstein Kiel        | 3.L                  | 26         | 0          | -               | -               | -               |                    | -                  | -                  |             | -           | -           | 26     | 0      |
| 2014-2015            | Holstein Kiel        | 2.L                  | 33+2       | 2+0        | CG              | 1               | 0               |                    | -                  | -                  |             | -           | -           | 36     | 2      |
| ago. 2015            | Holstein Kiel        | 2.L                  | 3          | 0          | CG              | 1               | 0               |                    | -                  | -                  |             | -           | -           | 4      | 0      |
| 2015-2016            | Paderborn            | 2.L                  | 29         | 2          | CG              | 0               | 0               |                    | -                  | -                  |             | -           | -           | 29     | 2      |
| 2016-gen. 2017       | Ingolstadt 04 II     | RL                   | 1          | 0          | -               | -               | -               |                    | -                  | -                  |             | -           | -           | 1      | 0      |
| 2016-gen. 2017       | Ingolstadt 04        | BL                   | 0          | 0          | CG              | 1               | 0               |                    | -                  | -                  |             | -           | -           | 1      | 0      |
| gen.-giu. 2017       | Heidenheim           | 2.L                  | 14         | 0          | -               | -               | -               |                    | -                  | -                  |             | -           | -           | 14     | 0      |
| 2017-2018            | Ingolstadt 04        | 2.L                  | 27         | 3          | CG              | 3               | 0               |                    | -                  | -                  |             | -           | -           | 30     | 3      |
| Totale Ingolstadt    | Totale Ingolstadt    | Totale Ingolstadt    | 27         | 3          |                 | 4               | 0               |                    | -                  | -                  |             | -           | -           | 31     | 3      |
| 2018-2019            | Holstein Kiel        | 2.L                  | 33         | 2          | CG              | 3               | 0               |                    | -                  | -                  |             | -           | -           | 36     | 2      |
| 2019-2020            | Holstein Kiel        | 2.L                  | 34         | 1          | CG              | 2               | 0               |                    | -                  | -                  |             | -           | -           | 36     | 1      |
| 2020-2021            | Holstein Kiel        | 2.L                  | 34+2       | 0          | CG              | 5               | 0               |                    | -                  | -                  |             | -           | -           | 41     | 2      |
| 2021-2022            | Holstein Kiel        | 2.L                  | 18         | 0          | CG              | 2               | 0               |                    | -                  | -                  |             | -           | -           | 20     | 0      |
| 2022-2023            | Holstein Kiel        | 2.L                  | 29         | 2          | CG              | 0               | 0               |                    | -                  | -                  |             | -           | -           | 29     | 2      |
| Totale Holstein Kiel | Totale Holstein Kiel | Totale Holstein Kiel | 210+4      | 7+0        |                 | 14              | 0               |                    | -                  | -                  |             | -           | -           | 228    | 9      |
| 2023-2024            | St. Pauli            | 2.L                  | 33         | 0          | CG              | 4               | 1               |                    | -                  | -                  |             | -           | -           | 37     | 1      |
| 2024-2025            | St. Pauli            | BL                   | 15         | 0          | CG              | 2               | 0               |                    | -                  | -                  |             | -           | -           | 17     | 0      |
| Totale carriera      | Totale carriera      | Totale carriera      | 334        | 14         |                 | 24              | 1               |                    | -                  | -                  |             | -           | -           | 358    | 15     |

## Palmarès

### Club

#### Competizioni nazionali
- Campionato tedesco di seconda divisione: 1

St. Pauli: 2023-2024